# Fran Barbalić (1878.)
Fran Barbalić (Baška, Krk, 30. siječnja 1878. – Zagreb, 26. srpnja 1952.), hrvatski pedagog i povjesničar

## Životopis
Rodio se u Baškoj na Krku. U Kopru završio učiteljsku školu. U Kopru je položio ispite osposobljenja za pučke škole s hrvatskim i u Ljubljani za pučke škole s njemačkim nastavnim jezikom. Privremeni učitelj u Pićnu do 1902. i stalni nadučitelj u Bermu do 1912. Zatim kotarski školski nadzornik za hrvatske škole puljskoga i porečkoga kotara do 1919. te je djelovao na unaprjeđenju hrvatskih škola u Istri. Proučavao je obrazovne i političke prilike u Istri. Poslije Prvoga svjetskog rata talijanske vlasti udaljile su ga iz Istre. Bio je na Sušaku preko deset godina sve do 19129., a zatim je bio službenik u HAZU u Zagrebu do 1937. godine. Pitanjima se Istre bavio i dalje, jer je djelovao u komisiji za razgraničenje. I nakon Drugoga svjetskog rata ponovno je sudjelovao u pregovorima o razgraničenju. Znanstvenim radom nastavio se i dalje baviti te se bavio proučavanjima školstva, kulture i vjere u Istri u 19. i 20. stoljeću.

## Djela
Članke je objavio u Narodnoj prosvjeti, Hrvatskoj školi i Pučkom prijatelju. Pisao za puljski Hrvatski list. Nakon emigriranja pisao je u emigrantskim novinama i časopisima istarskih Hrvata kao Obzor, Omladina, Istra, Narodne novine, Danica koledar, Hrvatski jezik, Krčki kalendar. Poslije Drugoga svjetskog rata članke objavio u Historijskom zborniku i Radu JAZU.
Važnije knjige:
- Pučke škole u Istri, Pula, 1918.
- Vjerska sloboda Hrvata i Slovenaca u Istri, Trstu i Gorici, 1931.
- Peroj, srpsko selo u Istri, 1933.
- Hrvatski i slovenski jezik u crkvama Istre, 1938.
- Narodna borba u Istri, od 1870. do 1915., 1952.